# Schizoglossum gerrardi
Schizoglossum gerrardi là một loài thực vật có hoa trong họ La bố ma. Loài này được (Harv.) Benth. & Hook. f. miêu tả khoa học đầu tiên năm 1876.